# Cesáreo Guillermo

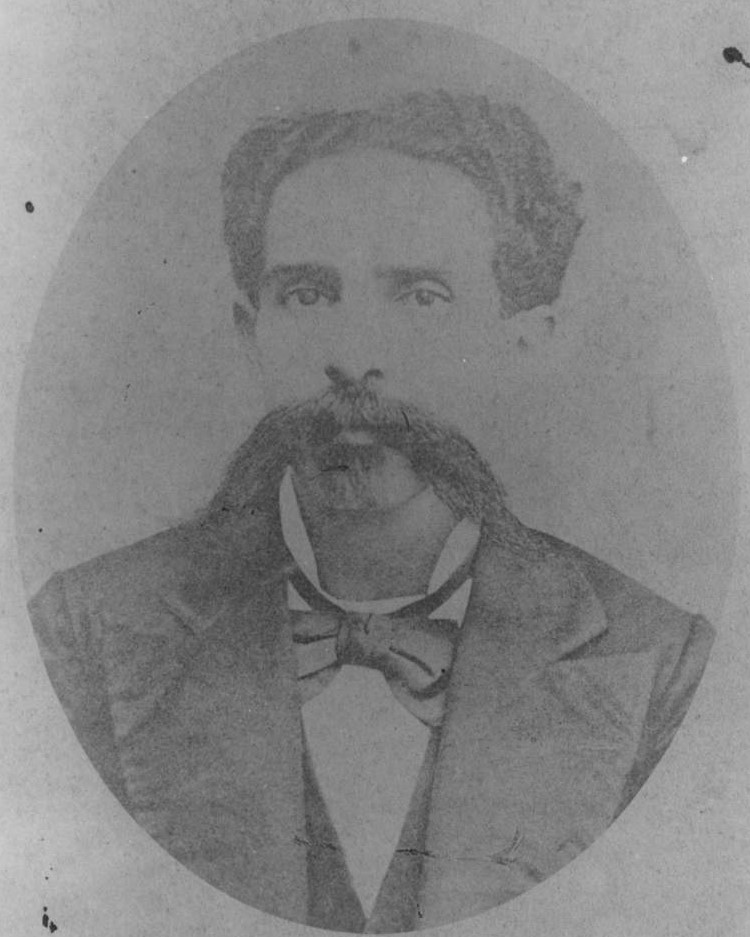
Cesáreo Guillermo

Cesáreo Guillermo y Bastardo (* 8. März 1847 in Rodado, Hato Mayor; † 8. November 1885 in Azua) war ein dominikanischer General und Präsident der Dominikanischen Republik.

## Leben
Bereits im Alter von 16 Jahren trat der aus der Provinz Hato Mayor stammende Guillermo 1863 ins Militär ein. Neben seiner militärischen Karriere begann er später auch eine politische Laufbahn, in deren Verlauf er Abgeordneter des Nationalkongresses (Congreso Nacional) sowie Innen- und Polizeiminister (Ministro de Interior y Policía) war. Später war er Kommandeur der Streitkräfte in Higüey in der Provinz La Altagracia und wurde als Kommandeur der Streitkräfte in der Region Cibao zum General befördert. Zu dieser Zeit lagen viele Städte nach dem Abzug der spanischen Besatzungsmacht in Ruinen und die Dominikanische Republik war unter mehreren Dutzend Machthabern aufgeteilt. Während der ehemalige Gegenpräsident José María Cabral weite Teile Barahona und des Südwestens mit Hilfe der Buenaventura Báez nahestehenden Mahagoni-Exporteuren kontrollierte, versammelte der mittlerweile als Rinderzüchter tätige Guillermo eine Koalition von früheren Santanista-Generalen im Südosten und Gregorio Luperón die Nordküste beherrschte.

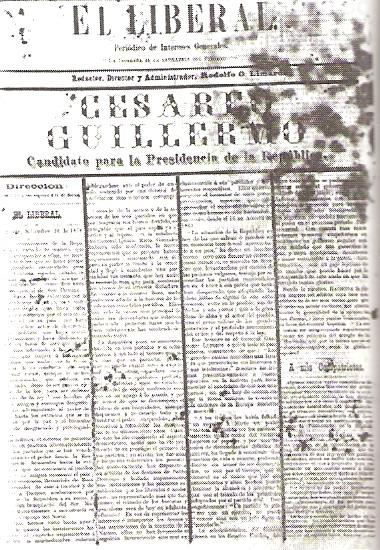
Titelseite der Zeitung „El Liberal“ mit der Ankündigung seiner Präsidentschaftskandidatur

Vom 5. März bis zum 7. Juli 1878 war er als Präsident der Zentralregierung erstmals Präsident der Dominikanischen Republik. Nach einer Provisorischen Revolutionsjunta unter Ignacio María González war er neben Ulises Heureaux als Oberkommandierender der Einmütigen Volksbewegung (Movimiento Unánime Populardesde) vom 2. bis zum 6. September 1878 wieder de facto Präsident. Nach einer knapp dreiwöchigen Interimsregierung unter Jacinto del Rosario de Castro wurde er dann am 30. September 1878 Mitglied des Rates der Staatssekretäre, dem neben ihm Alejandro Angulo Guridi und Pedro Ramón Aristy angehörte. In dieser Regierung war er Innen-, Polizei-, Kriegs- und Marineminister und konnte daher gegen Guridi und Aristy seine Macht schließlich behaupten, so dass er zwischen dem 27. Februar und dem 9. Dezember 1879 wieder Präsident war.
Nach einer missglückten Revolte floh er am 24. Januar 1882 nach Jacmel in das benachbarte Haiti. Später wurde er einer der überzeugtesten Gegner der Präsidentschaften von Alejandro Woss y Gil und Heureux, die sich zu einer Diktatur entwickelten. Aus diesem Grund initiierte er 1885 zusammen mit dem Gouverneur Juan de Vargas in Azua eine nach ihm benannte Revolution gegen Präsident Woss y Gil, dem Nachfolger von Francesco Gregorio Billini. Präsident Woss y Gil ordnete daher seine Verhaftung an, der er sich jedoch nach Kampfhandlungen mit Regierungskräften durch Flucht entzog. Zusammen mit einigen anderen Revolutionären begab er sich nach Baní, wo er das weitere Vorgehen gegen die Regierung plante. Nachdem er auch Baní wegen der drohenden Verhaftung verlassen musste, verübte er auf der Flucht vor Regierungstruppen am 8. November 1885 Selbstmord in der Provinz Azua, in die auch Ulises Heureaux geflohen war, dessen Feind er seit vielen Jahren war. Nach seinem Selbstmord wurde sein Leichnam auf Anordnung des Gouverneurs von Azua, Eugenio Generoso de Marchena, auf dem Gemeindefriedhof von Azua beigesetzt.
Hundert Jahre nach seinem Tode wurde sein Leichnam auf Betreiben seiner Geburtsstadt exhumiert und in Hato Mayor beigesetzt.